# Зграда Јосифа Шојата
Зграда Јосифа Шојата се налази у Београду, на територији градске општине Стари град. Подигнута је 1935. године и представља непокретно културно добро као споменик културе.
Зграда је подигнута за предузимача Јосифа Шојата, са намером да станови рентирају, саграђена је по пројекту архитеката Петра и Бранка Крстића. Зграда осим локала у приземљу, има подрум, четири спрата и повучену поткровну етажу. Фасада је обликована као једноставна и јасно читљива форма, заснована на ритмичном смењивању пуних и празних зидних површина. Промену у успостављеном ритму чини балкон на првом спрату.
Зграда Јосифа Шојата представља једно од најзначајнијих дела међуратног функционализма и истовремено једно од значајнијих остварења архитеката Петра и Бранка Крстића у којем је дошла до пуног изражаја модернистичка идеја о безорнаменталној архитектури.